# Amphiprion barberi
Amphiprion barberi is een  straalvinnige vissensoort uit de familie van rifbaarzen of koraaljuffertjes (Pomacentridae). De wetenschappelijke naam van de soort is voor het eerst geldig gepubliceerd in 2008 door Allen, Drew & Kaufman.